# Le Havre Athletic Club
Le Havre Athletic Club, conocido también como HAC, es un club de fútbol francés, de la ciudad de Havre en Alta Normandía. Es el equipo decano del fútbol francés, fue fundado en 1894 y juega en la Ligue 1, la primera categoría del fútbol nacional.

## Historia
En 1884 nace el Havre F. C., un club de rugby. La sección de fútbol se crea en 1894. Más tarde el club se cambia el nombre por el actual.
En 1899 y 1900 el equipo gana el Champion de France USFSA, antigua competición francesa de fútbol similar al campeonato de liga actual.
En 1959 el club gana su primer título profesional, la Copa de Francia contra FC Sochaux, así como el Challenge de los campeones (SuperCopa) el mismo año contra OGC Nice.

## Uniforme
- Uniforme titular: Camisa azul, pantalón celeste y medias blancas.
- Uniforme alternativo: Camisa amarilla, pantalón y medias azules.

## Estadio

Vista exterior del Stade Océane.

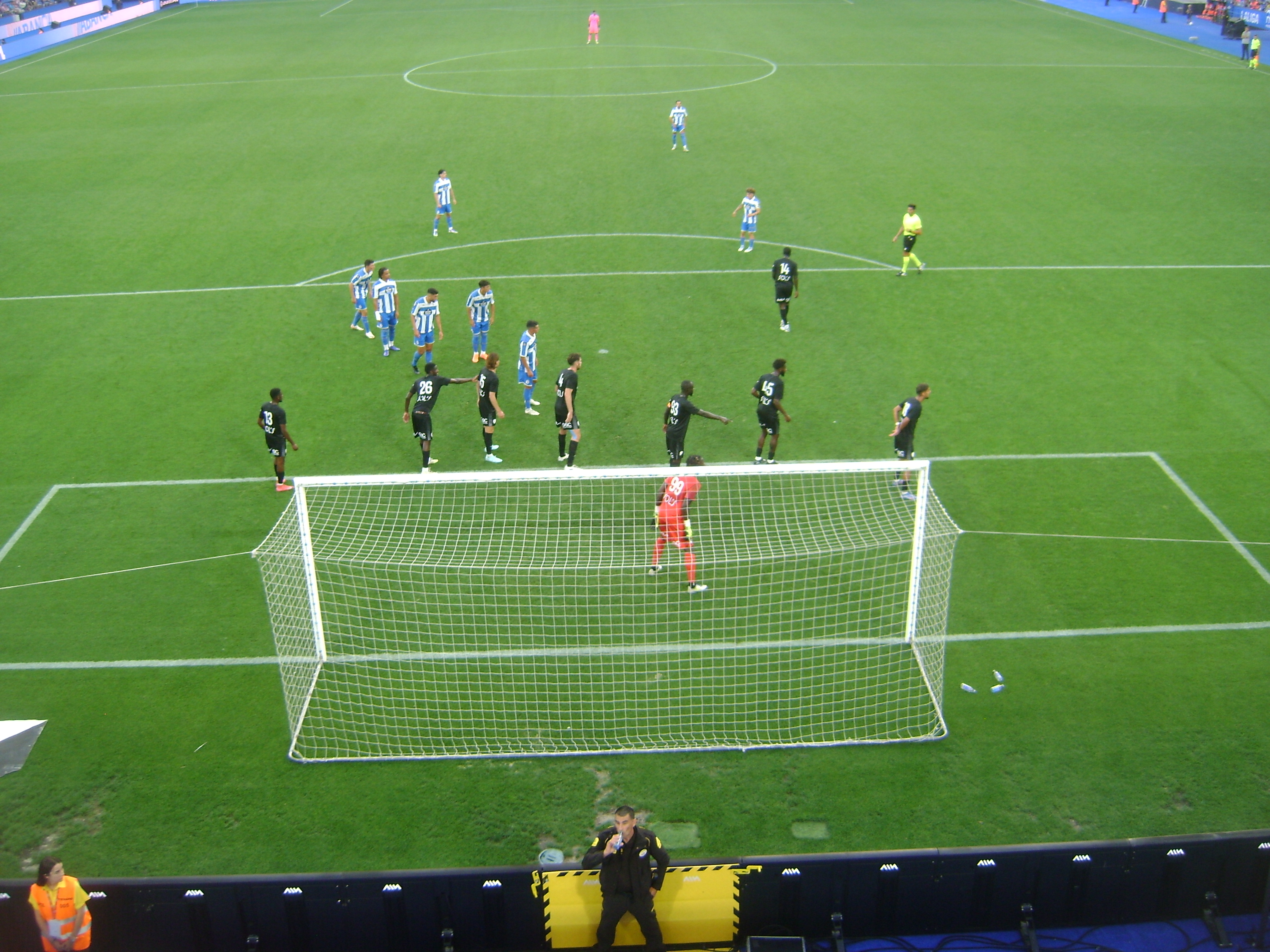
Partido disputado entre el Deportivo de La Coruña y el Le Havre.

Stade Jules Deschaseaux, inaugurado en 1932 con el nombre de stade municipal du Havre. En 1954 se le cambia el nombre por el actual en honor a Jules Deschaseaux, antiguo concejal de deportes de la ciudad. El estadio tiene una capacidad de 16 382 personas. En 2013 se construye el Stade Océane, que amplía el aforo a 25 178 espectadores.

## Palmarés

### Torneos nacionales (11)
- Champion de France USFSA (3): 1899, 1900 y 1919
- Copa de Francia (1): 1959
  - Subcampeón de la Copa de Francia en 1920
- Supercopa de Francia (1): 1959
- Ligue 2 (6): 1937-38, 1958-59, 1984-85, 1990-91, 2007-08 y 2022-23.

## Rivalidades
Su máximo rival es SM Caen.